# ترموفیزیک
ترموفیزیک به‌طور کلی کاربرد زمین شناختیِ علم مطالعه فیزیک حرارتی است که مربوط به مطالعه فیزیک کلاسیک علوم حرارتی است.
ویژگی‌های ترموفیزیک خصوصیاتی هستند که تغییرات دمای مواد در سطوح و زیرسطح‌ها را در تغییرات فصلی و چرخش شبانه‌روزی کره زمین کنترل می‌کنند. مهم‌ترین ویژگی فیزیک حرارتی، ماند یا اینرسی حرارتی است، که دامنهٔ منحنی حرارتی و درصد بازتاب نور از سطح یک جسم را که حرارت میانگین را اندازه‌گیری می‌کند، را کنترل می‌کند.